# Prosimulium unispina
Prosimulium unispina är en tvåvingeart som beskrevs av Rubtsov 1967. Prosimulium unispina ingår i släktet Prosimulium och familjen knott. Inga underarter finns listade i Catalogue of Life.